# Hans Greger
Hans Greger, född 13 juni 1945 i Solna, död 15 december 2023, var en svensk jujutsuuövare och stilchef inom ju-jutsu Kai, graderad till 10 dan, rött bälte. 

## Biografi
Gregers bana som budoutövare började 1963 då han började träna judo. År 1967 började han träna ju-jutsu. Han har också tränat karate och aikido.
Året 1968 blev han instruktör och klubbledare i budoklubben Budokwai i Stockholm, vilket han förblev under hela 70-talet. År 1970, samma år som han graderade till 1:a dan i ju-jutsu och blev sekreterare i Svenska Budoförbundets ju-jutsusektion, fick Greger i uppdrag att bygga upp ett graderingssystem för ju-jutsu. Detta resulterade 1976 i den första svenskspråkiga boken om ju-jutsu. Efter ett antal revideringar har en andra bok kommit 1985, en tredje 1994, en fjärde 2005 och en femte 2024.[källa behövs]
Under det tidiga 1970-talet bildade han, tillsammans med Björn Hornwall, Jan Linderholm och Ingemar Sköld, Budo Action Team, en uppvisningsgrupp inom i olika budoarter, till exempel bo, iai, karate, judo, ju-jutsu, sai, tonfa m.m.
Mellan 1973 och 1998 var Hans Greger ordförande i ju-jutsusektionen. Han var också sedan starten och fram till 2022 ordförande i Svenska ju-jutsuförbundet. Idag är Svenska ju-jutsuförbundet stilorganisationen för stilen ju-jutsu kai. I egenskap av stilchef har Hans Greger hållit hundratals utbildningar och träningsläger över hela landet.[källa behövs] År 1983 bildade han Lidingö ju-jutsuklubb, där han var instruktör och klubbordförande fram till sin död.[källa behövs]
Greger är auktoriserad av Rikspolisstyrelsen som självskyddsinstruktör sedan 1983.
Hans Greger är en internationellt välkänd instruktör. Han har undervisat i många länder och har varit ordförande i Ju-jitsu International Federations (JJIF) tekniska kommitté. År 2000 avsade han sig alla internationella uppdrag för att helt kunna ägna sig åt organisationen Svenska ju-jutsuförbundets framtida utveckling.
Hans Greger erhöll på påsklägret i Linköping 2008 10:e dan i ju-jutsu kai. Han erhöll den högsta dangraden av Svenska ju-jutsuförbundet i samråd med riksgraderingskommittén. År 2012 fick han Svenska ju-jutsufederationens hederspris.
I samband med sin avgång som ordförande i april 2022 utnämndes Hans Greger till hedersordförande för Svenska ju-jutsuförbundet.